# Superpuchar Włoch w piłce siatkowej mężczyzn (2023)
Superpuchar Włoch w piłce siatkowej mężczyzn 2023 (oficjalnie Del Monte Supercoppa Italia Superlega) – dwudziestaósma edycja rozgrywek o Superpuchar Włoch. Półfinały i finał zostaną rozegrane od 31 października do 1 listopada 2023 roku w Biella Forum w Bielli. 
Superpuchar Włoch zdobyła drużyna Sir Susa Vim Perugia.
Po wygranym meczu finałowym reprezentant Polski i zawodnik Sir Susa Vim Perugia Kamil Semeniuk świętował wygranie Superpucharu Włoch, grając na bębnach klubu kibica z Perugii wraz z nimi.

## Drabinka[3]
|  |                              |                              |                        |                        |   |                      |                      |       |
|  | Półfinały                    | Półfinały                    | Półfinały              |                        |   | Finał                | Finał                | Finał |
|  | Półfinały                    | Półfinały                    | Półfinały              |                        |   | Finał                | Finał                | Finał |
|  |                              |                              |                        |                        |   |                      |                      |       |
|  |                              |                              |                        |                        |   |                      |                      |       |
|  | Itas Trentino                | Itas Trentino                | 1                      |                        |   |                      |                      |       |
|  | Itas Trentino                | Itas Trentino                | 1                      |                        |   |                      |                      |       |
|  | Sir Susa Vim Perugia         | Sir Susa Vim Perugia         | 3                      |                        |   |                      |                      |       |
|  | Sir Susa Vim Perugia         | Sir Susa Vim Perugia         | 3                      |                        |   | Sir Susa Vim Perugia | Sir Susa Vim Perugia | 3     |
|  |                              |                              |                        |                        |   | Sir Susa Vim Perugia | Sir Susa Vim Perugia | 3     |
|  |                              |                              | Cucine Lube Civitanova | Cucine Lube Civitanova | 2 |                      |                      |       |
|  | Gas Sales Bluenergy Piacenza | Gas Sales Bluenergy Piacenza | Cucine Lube Civitanova | Cucine Lube Civitanova | 2 | 0                    |                      |       |
|  | Gas Sales Bluenergy Piacenza | Gas Sales Bluenergy Piacenza |                        |                        |   |                      |                      |       |
|  | Cucine Lube Civitanova       | Cucine Lube Civitanova       | 3                      |                        |   |                      |                      |       |
|  | Cucine Lube Civitanova       | Cucine Lube Civitanova       | 3                      |                        |   |                      |                      |       |
|  |                              |                              |                        |                        |   |                      |                      |       |

## Wyniki spotkań[4]

### Półfinały
| 31.10.2023 17:30 (UTC+1) Rai Sport | Itas Trentino Kamil Rychlicki 16 pkt | 1:3 (25:20, 22:25, 23:25, 18:25) raport | Sir Susa Vim Perugia Wassim Ben Tara 23 pkt | Biella Forum, Biella Widzów: 3400 Sędziowie: Marco Zavater i Stefano Caretti |

| 31.10.2023 20:30 (UTC+1) Rai Sport | Gas Sales Bluenergy Piacenza Roberlandy Simón Aties 13 pkt | 0:3 (22:25, 16:25, 18:25) raport | Cucine Lube Civitanova Aleksandyr Nikołow 17 pkt | Biella Forum, Biella Widzów: 3400 Sędziowie: Ilaria Vagni i Gianluca Cappello |

### Finał
| 01.11.2023 17:00 (UTC+1) Rai Sport | Sir Susa Vim Perugia Wilfredo León 21 pkt Wassim Ben Tara 21 pkt | 3:2 (22:25, 23:25, 25:21, 34:32, 15:12) raport | Cucine Lube Civitanova Adis Lagumdzija 22 pkt | Biella Forum, Biella Widzów: 5000 Sędziowie: Massimo Florian i Andrea Puecher MVP: Wassim Ben Tara |